# L'Intersection Einstein
Pour les articles homonymes, voir Einstein.
L'Intersection Einstein (titre original : The Einstein Intersection) est un roman de science-fiction de Samuel R. Delany publié en 1967. Le titre fait référence au lien entre la théorie de la relativité d'Einstein et l'univers constructible de Kurt Gödel, qui fait une analogie entre la science et la philosophie. Le titre prévu par Delany pour le livre était A Fabulous, Formless Darkness.
Lo Lobey, le protagoniste, est librement inspiré du personnage d'Orphée.
Il a remporté le prix Nebula du meilleur roman 1967. 

## Description
Delany introduit des thèmes novateurs dans son roman, en forgeant des personnages et des espèces en dehors du dimorphisme sexuel et du genre binaire. 
Lo Lobey protagoniste principal du roman, est un musicien noir qui joue sur un instrument ressemblant à une flûte, une machette qui est aussi une arme. Il est une représentation simultanée d'Orphée et Thésée.Il entreprend une descente aux enfers dans un voyage inspiré de Orphée et Eurydice. Delany aborde aussi les thèmes de la diversité, tout en explorant des thèmes de la mythologie et de la culture pop (le texte est ponctué de citations des Beatles),,. Parmi les autres protagonistes on retrouve également des avatars de Ringo Starr, Billy the Kid et du Christ.

## Résumé
Dans une Terre du futur où l'humanité a disparu mais les légendes humaines subsistent sous forme de vestiges, des anthropoïdes intelligents font face à une mutation génétique due à d'anciennes radiations. 
Lo Lobey, un extraterrestre dont l'espèce s'est installée dans les vestiges d'une ancienne civilisation terrienne, tente de comprendre la mythologie de la Terre. Les anthropoïdes imitent les débuts de la civilisation humaine et racontent des histoires de « fantômes appelés Hommes », faisant émerger de nouveaux mythes. Lobey, un éleveur d'un petit village, se lance dans une quête pour venger la mort de Friza, son amour perdu,. 
L'histoire aborde aussi l'impact d'une idéologie dominante sur celles et ceux qui sont considérés « différents »,.

## Réception et critique
En 1967, Algis Budry note dans sa revue critique du roman que Delany « a à peu près aussi peu de discipline que n'importe quel écrivain qui s'est essayé » à la science-fiction et que L'Intersection d'Einstein était un livre « dont la structure et le but en soi ne sont pas réalisés », puis a déclaré que l'auteur « opère tout simplement sur un plan dont Robert Heinlein n'aurait jamais rêvé, ni John W. Campbell, ni - prenez une grande respiration - Ted Sturgeon, Ray Bradbury, ni personne d'autre que nous aurions pu mettre en avant comme étant un poète » avant 1960. Il a « recommandé de toute urgence » le roman. En février 1968, il a désigné le livre comme le meilleur roman de l'année.
Vulture classe le livre en 2017 parmi les 100 meilleurs romans dystopiques jamais écrit.

### Prix Nebula
L'Intersection Einstein a remporté le prix Nebula du meilleur roman en 1967 et a été finaliste pour le Hugo Award du meilleur roman en 1968.
Dans la même session de remise des prix Nebula, Delany remporte le prix Nebula pour la meilleure nouvelle avec ...et pour toujours Gomorrhe. 
Lors de la remise du prix, Delany est d'abord primé pour L'Intersection Einstein qui remporte le prix Nebula du meilleur roman. Un discours mémorable suit la remise du prix, dans lequel un membre éminent de la SFWA fustige les tendances du moment à préférer les textes prétentieux et incompréhensibles à ceux qui composaient les valeurs traditionnelles de la SF américaine. Delany comprend qu'il est une des cibles de ce discours, avec Roger Zelazny. Il dit de cet incident « C'est une expérience étrange, je dois vous le dire, que d'accepter un prix dans une salle remplie de gens en smoking et en robe de soirée et d'entendre ensuite, du même podium où vous l'avez accepté, une jérémiade d'une demi-heure de la part d'une éminence grise déclarant que ce prix est sans valeur et que les gens qui vous l'ont décerné sont des imbéciles »,. Robert Silvenberg conclut la prestation en indiquant que les voilà tous bien remis à leur place, et passe au prix suivant. Qui s'avère être celui du Nebula pour la meilleure nouvelle courte que Delany remporte aussi avec ...et pour toujours Gomorrhe,.
Alors qu'il regagne sa place, où se trouvent sa mère, sa femme et une amie avec le deuxième prix, Isaac Asimov l'attrape par le bras lui lance maladroitement « Tu sais Chip, on a juste voté pour toi parce que t'es un négro ! ». Lancé comme une blague, l'anecdote vient rappeler à Delany à quel point sa race et sa couleur de peau reste la principale source de préoccupations pour ses pairs écrivains de SF. Ces deux prix sont cependant la consécration d'un style et d'un genre littéraire qui met en avant les questions de l'homosexualité, du racisme, voire de la transidentité.
Par un étrange concours de circonstance, l'homme qui avait prononcé le discours n'avait pas lu le livre, et s'était contenté de se le faire résumer par un ami, qui n'y avait rien compris. Une ou deux semaines après, il prit sur lui de lire le livre, pour le cas où on lui poserait des questions spécifiques, et à sa surprise il l'apprécia au point de devenir par la suite un des soutiens inconditionnels de l'auteur.

### Afro-fabulation et afrofuturisme
Peter Murphy place le roman de Samuel Delany dans le cadre de la polytemporalité noire et queer telle que théorisée par Tavia Nyong’o dans Afro-Fabulations: The Queer Drama of Black Life, en en faisant le premier roman de la tendance qu'il nomme « Afro-fabulation ». L'Afro-fabulation démontre que l'histoire n'est jamais qu'une histoire rapportée, et qu'il est possible d'en offrir des alternatives narratives pour s'opposer au racisme,. 
Plus généralement, les œuvres de Samuel R. Delany, tout comme celles d'Octavia E. Butler sont considérées comme appartenant au genre de l'afrofuturisme.